# Eurokrisen

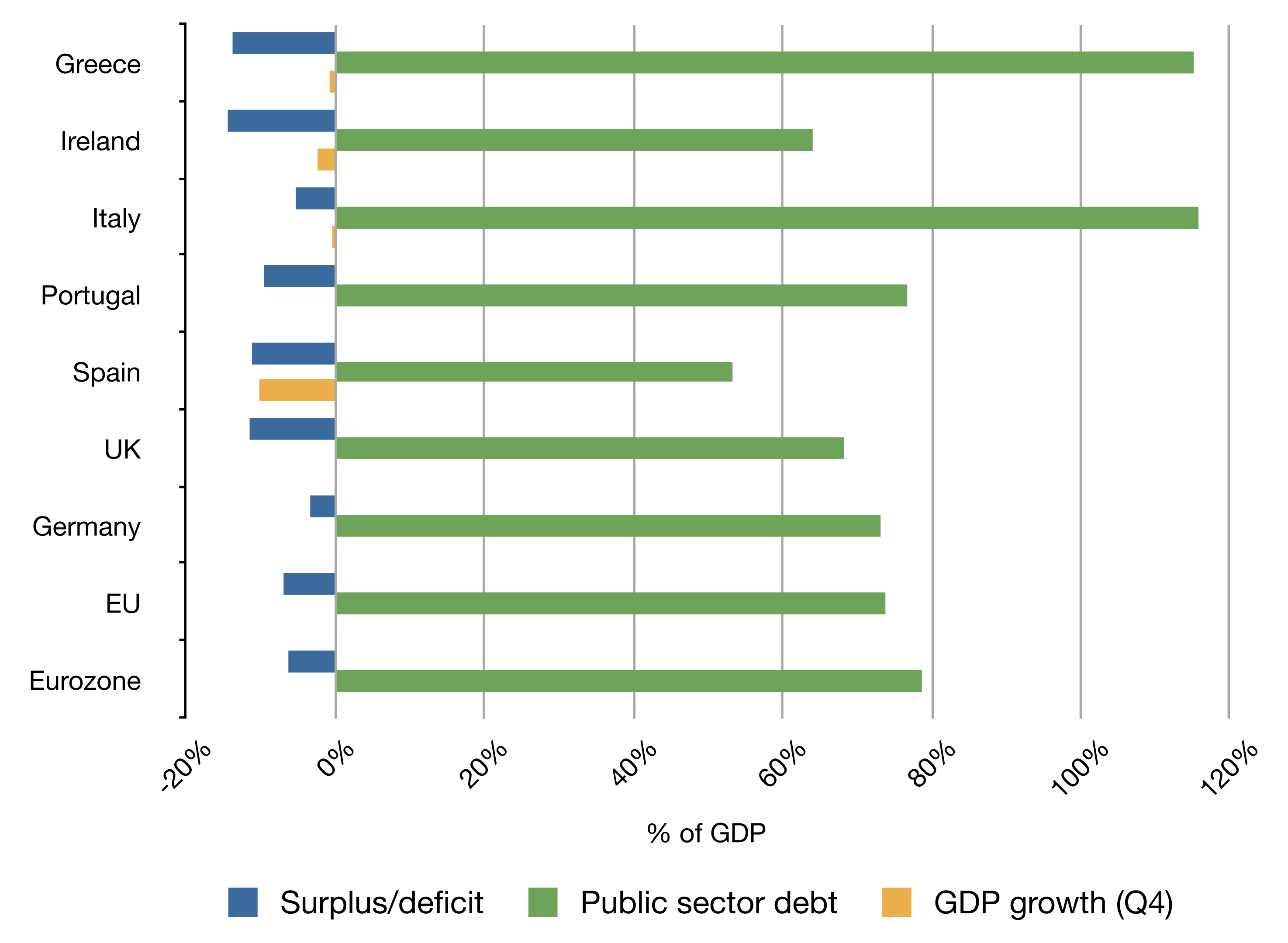
Budgetunderskott, statsskuld och tillväxt i PIIGGS-länderna samt i Tyskland, EU och Eurozonen 2009.

Eurokrisen, även kallad skuldkrisen i Europa eller den statsfinansiella krisen i euroområdet, var en kris som uppstod i slutet av 2009 till följd av snabbt växande statsskulder och risk för försämrad betalningsförmåga i några av Europeiska unionens medlemsstater, i synnerhet Grekland, Portugal och Spanien. Detta föranledde en förtroendekris samt ökade räntor på statspapper och kreditförsäkringar, credit default swap, mellan dessa medlemsstater och andra medlemsstater inom EU, huvudsakligen Tyskland.
Problemen med staternas växande budgetunderskott och skuldnivåer världen över tillsammans med sänkta kreditbetyg för vissa medlemsstater inom EU bidrog till en oro på finansmarknaden. Skuldkrisen har sitt ursprung i Grekland, där kreditbetygen sjunkit till en nivå sådan att många normala icke-spekulativa köpare av statsobligationer (såsom räntefonder) inte köper dem, så att det blivit omöjligt att på marknadsmässiga villkor finansiera statsskulderna. Den 2 maj 2010 beslutade euroområdets finansministrar tillsammans med Internationella valutafonden (IMF) att ge ett lån på 110 miljarder euro till Grekland under förutsättning att Grekland genomför stora nedskärningar och besparingar. Den 9 maj 2010 beslutade euroområdets finansministrar att inrätta en europeisk stabiliseringsmekanism för att trygga den finansiella stabiliteten inom euroområdet. Mekanismen omfattar totalt 750 miljarder euro, vilket även inkluderar kapital från IMF och Europeiska kommissionen.
Skuldkrisen omfattar nu inte bara Grekland, Spanien och Portugal utan har spritt sig till Italien, Irland och Cypern.

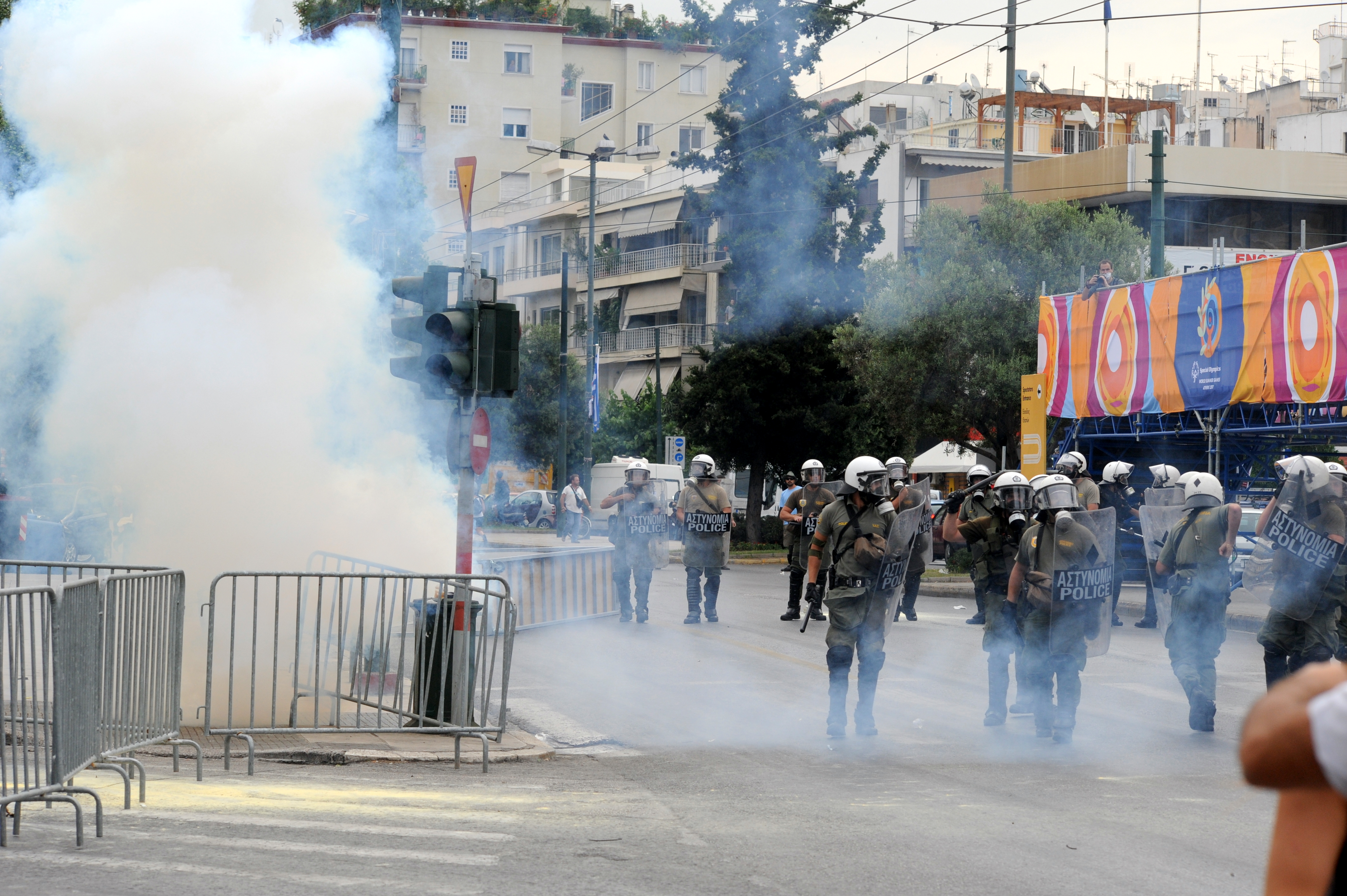
Grekisk kravallpolis avlossar tårgas för att skingra demonstranter vid Panathinaikostadion i huvudstaden Aten. De omfattande besparingar och åtstramningar som många regeringar tvingats genomföra runtom i Europa har på många håll lett till våldsamma protester bland befolkningarna

Den 28 november 2010 beslöt Europeiska unionens medlemsstater att ge 67,5 miljarder euro i lån till Irland för att hjälpa landet ur sin skuldkris genom stabiliseringsmekanismen. Samtidigt framlades förslag om nya regler för framtida finansiella ingripanden i ett försök att återställa förtroendet för den gemensamma europeiska valutan. Sverige bidrog med ett bilateralt lån till Irland om 600 miljoner euro.
Den 20 augusti 2022 upphörde den förstärkta övervakningen av Grekland. Därmed kom Grekland att bli det sista landet som började omfattas av de ordinarie EU-reglerna igen efter de särskilda krisåtgärder som hade gällt under eurokrisen.